# 贡山梨果寄生
贡山梨果寄生（学名：Scurrula gongshanensis）为桑寄生科梨果寄生属下的一个种。其种加词“gongshanensis”意为“云南贡山的”。